# هجوم كنيسة نورماندي 2016
هجوم كنيسة روان هو هجوم وقع يوم 26 يوليو 2016 نفذه مسلحان، أحدهما يبلغ من العمر حوالي 19 سنة، حيث قاما باحتجاز رهائن في كنيسة وقتل قس. كان الرجلان يرتديان أحزمة ناسفة مزيفة وأخذا خمس رهائن وقتلا القس ذو الـ85 عامًا جاك هامل ذبحًا. قتلت الشرطة الفرنسية المسلحين عندما كانا يحاولان الخروج من الكنيسة. وتبنى الهجومَ تنظيم الدولة الإسلامية (داعش).